# Exxon Valdez
Pour les articles homonymes, voir Valdés.
L’Exxon Valdez est un pétrolier américain qui s'échoua en 1989 sur la côte de l'Alaska et provoqua une importante marée noire. L'échouement de ce navire, alors propriété de Exxon Shipping Company, et ses conséquences environnementales eurent un grand retentissement aux États-Unis et entraînèrent des modifications significatives de la législation américaine sur le transport maritime, en particulier de pétrole.

## Circonstances de l'échouement
Le 23 mars 1989 vers 21 h 30 le pétrolier Exxon Valdez quitte le terminal de Valdez en Alaska, il vient de charger 180 000 tonnes de pétrole brut extrait du gisement de Prudhoe Bay. C'est un navire récent (2 ans) à simple coque. C'est son 28e voyage, le pilote débarque vers 23 h 20.

Carte des lieux et DST.

Le pétrolier doit faire route vers le sud en empruntant la voie descendante du dispositif de séparation de trafic en direction du détroit du Prince William. Le navire progresse de nuit dans un détroit dont la largeur atteint environ 4 milles marins au niveau du lieu de l'échouement. Afin d'éviter des bourguignons, le commandant Joseph Hazelwood demande aux garde-côtes (chargés du contrôle du trafic à terre) l'autorisation d'incliner la route du pétrolier vers l'est en empruntant ainsi la voie montante du chenal. Cette permission lui est accordée car aucun navire ne circule alors sur cette voie. Le pétrolier prend un cap vers l'est qui devra obligatoirement être corrigé pour éviter la zone de hauts-fonds qui déborde la côte plus au sud.
Le commandant Hazelwood veut effectuer la correction du cap, qui ramènera le pétrolier dans le chenal descendant, à la hauteur du phare de l'île Busby. Mais deux minutes avant que ce point soit atteint, il abandonne la passerelle pour une raison inexplicable dans de telles circonstances (moment délicat pour la navigation), après avoir transmis cette consigne au troisième officier Gregory Cousins qui reste alors le seul officier chargé de la navigation. Dans des circonstances aujourd'hui toujours mal éclaircies, le navire dépasse l'île Busby et au lieu de rejoindre le rail descendant à l'ouest continue vers l'est en se rapprochant de la  zone de hauts-fonds. Le centre de contrôle du trafic maritime ne détecte pas l'erreur de navigation du navire.
À 0 h 4 le 24 mars, le pétrolier s'échoue à la vitesse de 12 nœuds  sur le banc Bligh Reef à 4 milles au sud de l'île Busby. Le banc est couvert par 9 mètres d'eau alors que le navire a un tirant d'eau d'environ 17 mètres. La vitesse alliée à la nature rocheuse du haut-fond entraînent une déchirure de la coque sur toute sa longueur. Immédiatement après l'échouement, le commandant revient sur la passerelle et tente en vain de déséchouer le navire, action qui aurait pu entraîner des dommages supérieurs (éventuellement le naufrage du navire) si elle avait réussi.
| \| Exxon Valdez Anchorage \| Lieu du naufrage de l'Exxon Valdez · 60° 50′ 00″ N, 146° 52′ 00″ O |
| Exxon Valdez Anchorage                                                                          |

## Enquête
- L'enquête n'a pas pu déterminer si l'ordre a été donné trop tard ou si le timonier n'a pas suivi correctement les ordres.
- Un problème d'alcoolisme sera suspecté. Les problèmes d'alcoolisme du commandant étaient connus : il avait suivi peu avant une cure de désintoxication, mais ne respectait plus depuis quelque temps le programme de suivi qui lui avait été prescrit. Juste avant le départ du navire, le commandant avait bu 5 doubles vodkas dans les bars du port. Un prélèvement effectué 11 heures après l'incident a permis de déterminer que le commandant avait une alcoolémie de 0,24 g/l au moment de l'échouement[3].
- Il sera reproché au commandant d'avoir quitté la passerelle, laissant le navire sous les commandes du lieutenant Gregory Cousins qui n'avait pas la qualification pour diriger le navire dans le détroit (le commandant doit être présent à la passerelle à l'entrée, à la sortie des ports ainsi que dans les passages délicats). La réglementation exigeait de plus la présence de deux officiers à la passerelle. Avant de quitter la passerelle, le commandant avait enclenché le pilote automatique et augmenté la vitesse, rendant plus délicate la correction de cap[1].
- Le National Transportation Safety Board (NTSB) américain, après étude de l'accident nota qu’« il n'y avait pas sur l’Exxon Valdez au moment du départ du navire du terminal Alyeska d'officier de pont (reposé) prêt à prendre le quart ».
- Le NTSB recommanda « un contrôle plus rigoureux des périodes de repos, ainsi qu'une amélioration de la tenue du quart au centre de contrôle du trafic (à terre) », et mentionna qu'« il est possible que la fatigue et une gestion inadéquate de la part du centre de contrôle du trafic aient pu avoir un impact sur la sécurité du navire. »
- À la suite du naufrage, le 4 novembre 1993, l'Organisation maritime internationale (OMI) publia la résolution : A.772(18) ayant pour titre Fatigue Factors in Manning and Safety (voir liens externes). Il faudra attendre 1995 pour que la convention STCW 1995 mentionne que la période minimum de repos est de 10 heures par tranches de 24 heures (modulables). Par la suite, l'Organisation internationale du travail (OIT) conjointement à l'OMI, publièrent un guide pour le développement de la gestion du travail à bord (IMO/ILO Guidelines on Seafarers' Hours of Work or Rest).
- Après cette catastrophe, tous les navires entrant dans les eaux territoriales américaines à partir de 1990 devaient posséder une double coque. En 1992, l'OMI imposa progressivement la double coque[4] (trois autres solutions furent rejetées : pont intermédiaire, 3E européen et mid deck Japonais) à tous les navires transportant du brut.

## Conséquences

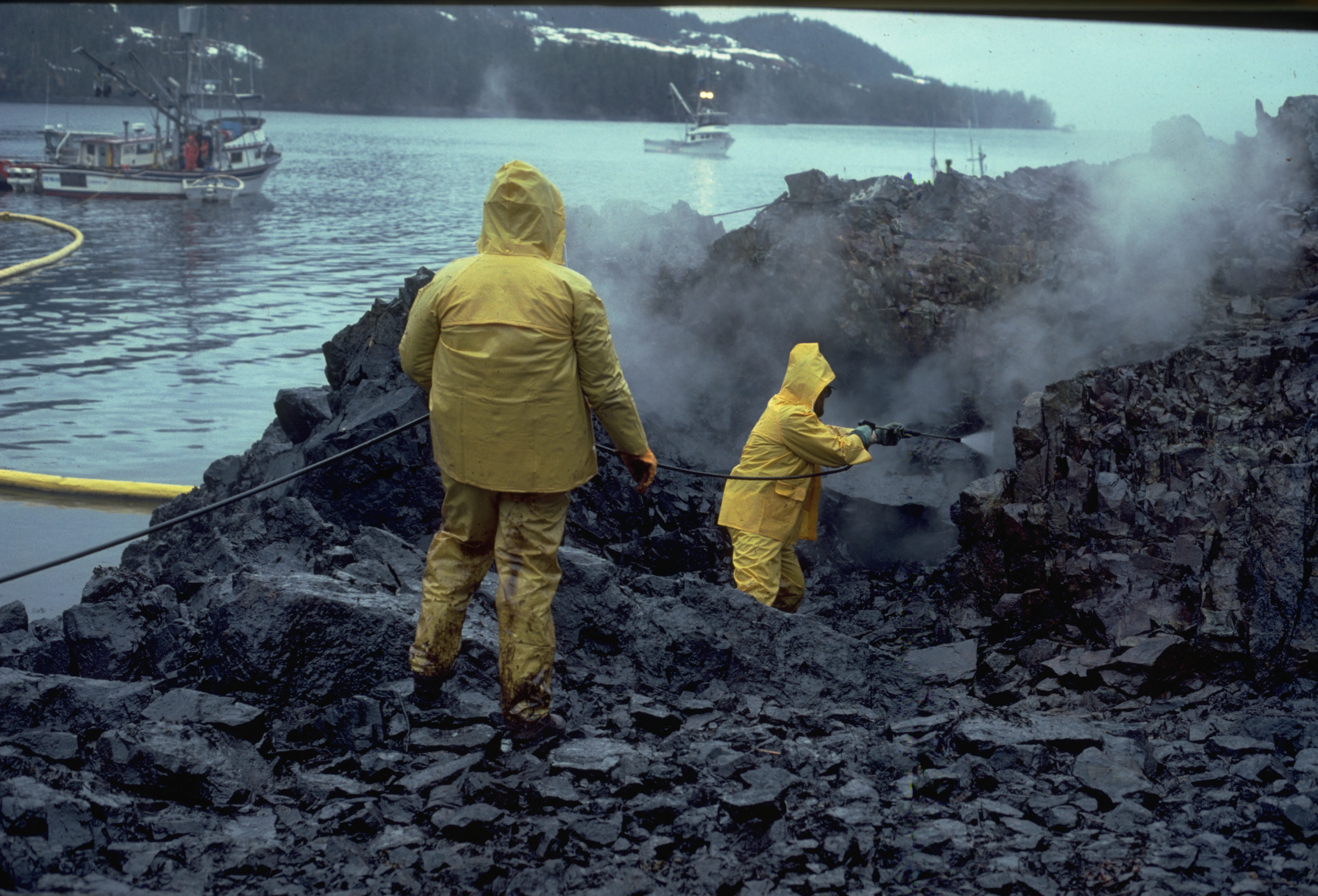
Nettoyage de la côte après la marée noire causée par le pétrolier Exxon Valdez.

L'échouement a endommagé 11 des 13 citernes du pétrolier et provoqué le déversement de 40 000 tonnes de pétrole brut. Plus de 7 000 km2 de nappes polluèrent 800 km de côtes (2 000 km avec tous les îlots et échancrures).
Des dizaines de milliers de bénévoles et des moyens sans précédent sont mobilisés (1 400 navires, 85 hélicoptères et 11 000 personnes) pour sauver oiseaux et mammifères marins, et nettoyer le littoral plage après plage.
Les conséquences sur l'avifaune sont considérables : les hydrocarbures échappés de l'Exxon Valdez sont responsables de la mort d'environ 300 000 oiseaux, dont seulement 30 000 ont pu être récupérés. À titre de comparaison, le naufrage de l'Erika dix ans plus tard, au large des côtes françaises et britanniques, conduit à la disparition de 115 000  à   150 000 individus (des "Macreuses noires, des Eiders à duvet, des Plongeons imbrins, des Grèbes à cou noir et bien d'autres [...]" selon Gilles Bentz, président de la chaîne LPO (Ligue de Protection des Oiseaux) de l’Île-Grande) .
Un procès est engagé par l’administration américaine, des associations et des particuliers contre Exxon, qui se retourne vers ses assureurs.
Dans les actions judiciaires engagées, de nombreuses accusations seront portées contre le commandant : consommation d'alcool avant l'embarquement, manque d'encadrement de son équipage, tentatives dangereuses de déséchouement du navire, etc.
Le groupe pétrolier ExxonMobil (à l'époque Exxon, l'accident ayant eu lieu avant la fusion d'Exxon et Mobil) a dépensé plus de 3,4 milliards de dollars pour nettoyer les côtes et les fonds pollués, pour dédommager plus de 30 000 pêcheurs et professionnels locaux et pour mettre terme aux poursuites judiciaires. La catastrophe pétrolière de l'Exxon Valdez fut la plus chère de l’Histoire jusqu'à la marée noire du golfe du Mexique de l'été 2010 causée par l'explosion de la plateforme BP Deepwater Horizon avec une facture s'élevant à 42,4 milliards de dollars pour BP.
En juin 2008, le jugement définitif de la Cour Suprême des États-Unis a été rendu, la somme des dommages et intérêts à payer par Exxonmobil a été réduite à 500 millions de dollars.
L'accident a incité les États-Unis et d'autres pays à imposer des normes plus strictes aux pétroliers naviguant dans leurs eaux. L'année 2010 marquera l'aboutissement du plan de l'ONU pour le retrait progressif des pétroliers à simple coque, qui n'ont qu'une paroi métallique entre leur cargaison et l'océan. De meilleurs radars et l'utilisation plus fréquente de la navigation par système de positionnement par satellite ont également permis de réduire les risques.

## Retour au service
- En juillet 1989, le navire est retourné dans son chantier d’origine pour des réparations qui ont duré presque un an et ont couté 30 millions de dollars. Après la remise en état, l'Exxon Valdez a été rebaptisé Exxon Mediterranean.
- En 1993, lorsque Exxon a transféré ses activités de transport vers une nouvelle filiale SeaRiver Maritime Inc., le navire a été rebaptisé SeaRiver Mediterranean puis S/R Mediterranean. Interdit de navigation en Alaska, il a desservi l’Europe (Le Havre, entre autres ports), l’Asie et le Moyen Orient.
- En 2002, le navire a été réaffecté aux routes asiatiques, puis mis temporairement en sommeil dans un lieu inconnu.
- En 2005. Le bâtiment a été ré-immatriculé dans les Îles Marshall sous le nom de Mediterranean.
- Au début 2008, SeaRiver Maritime Inc l’a vendu à une société de transport basée à Hong Kong: Hong Kong Bloom Shipping Ltd., qui l’a fait transformer en minéralier et l’a rebaptisé Dong Fang Ocean.
- Le 29 novembre 2010, Dong Fang Ocean est entré en collision dans la mer de Chine méridionale avec le cargo battant pavillon Maltais, Aali. Les deux navires ont été gravement endommagés dans l'incident, Aali a été remorqué à Weihai et Dong Fang Ocean a été remorqué vers le port de Longyan dans la province de Shandong en Chine.
- En Mars 2012, Dong Fang Ocean a été acheté pour la ferraille par Systems Global Marketing Inc. pour un montant estimé à 16 millions $ et a navigué de manière autonome vers Singapour.  Il a été racheté par un autre ferrailleur (un phénomène courant) et a finalement été acheminé vers Alang, en Inde, sous la propriété de Priya Bleu Industries qui l’a renommé Oriental Nicety. Avant d'être échoué, certains ont essayé de mettre un terme à l'action, en faisant valoir que le navire était en violation de la Convention de Bale. Le 30 juillet 2012, la Cour suprême de l’Inde a accordé la permission pour les propriétaires d’Oriental Nicety de procéder à son échouage pour démantèlement à Alang le 2 août 2012.

## Évocations dans la culture populaire
- Dans le film Waterworld, le pétrolier des vilains smokers est l’Exxon Valdez. Le nom apparaît quand le bateau coule à la fin du film. On y aperçoit également un portrait de Joseph Hazelwood nommé "saint Joe" par les Smokers.
- Dans l'épisode 4 niveau 10 (Derelict) du jeu vidéo Duke Nukem 3D Atomic Edition, le nom du navire est inscrit sur la coque : Valdeez-2.
- Dans un épisode de la saison 3 de Futurama un vaisseau spatial du nom de Juan Valdez provoque une marée noire qui contamine des pingouins sur la planète Pluton (http://www.futurama-france.fr/3acv05.php)
- Dans un épisode de la saison 4 de Friends, Phoebe pense à nommer un de ses triplés Exxon. Chandler lui répond : « Ça a bien marché pour le petit Valdez », de façon sarcastique.
- On aperçoit un bateau portant le nom d’Exxon Valdez dans le clip Wind of Change du groupe de hard rock Scorpions.
- Dans le jeu vidéo Fallout 2, le pétrolier nommé PMV Valdez dans le port de San Francisco permet de rejoindre la base de l'Enclave au large.
- Frank Zappa a nommé une de ses compositions "Outrage at Valdez" , composition que l'on retrouve entre autres dans un reportage du Commandant Cousteau, devenu ami du compositeur.
- Le 30 mai 1990 à New York, le groupe de rock australien Midnight Oil organise, en pleine tournée, un concert improvisé sur un semi-remorque devant l'immeuble siège de la compagnie pétrolière Exxon, accusée d'avoir déversé des tonnes de pétrole en Alaska avec l'échouement de l'Exxon Valdez.
- Le nom du groupe de rock Exsonvaldes est inspiré de l'Exxon Valdez, choisi pour sa sonorité et modifié pour en faire un nom rare.